# 智頭警察署
智頭警察署（ちづけいさつしょ）は、鳥取県警察が管轄する警察署の一つである。

## 所在地
- 鳥取県八頭郡智頭町智頭21番地3

## 管轄区域
- 鳥取市南部（旧八頭郡河原町・用瀬町・佐治村域）
- 八頭郡智頭町

## 沿革
- 1954年7月1日 警察法改正により鳥取県智頭警察署となる。
- 1974年3月25日 現在の場所に移転。
- 2005年4月1日 郡家警察署から鳥取市のうち河原町地区を移管。

## 駐在所
（）の中は所在地。

### 鳥取市
- 河原駐在所（鳥取市河原町河原53番地5）
  - 鳥取市のうち河原町河原、河原町渡一木、河原町谷一木、河原町長瀬、河原町鮎ヶ丘、河原町袋河原、河原町布袋、河原町稲常、河原町釜口、河原町片山、河原町高福、河原町山手、河原町郷原、河原町三谷、河原町今在家、河原町徳吉
- 中井駐在所（鳥取市河原町中井262番地5）
  - 鳥取市のうち河原町天神原、河原町曳田、河原町和奈見、河原町八日市、河原町佐貫、河原町水根、河原町山上、河原町小倉、河原町中井、河原町本鹿、河原町小河内、河原町神馬、河原町牛戸、河原町湯谷、河原町小畑、河原町弓河内、河原町北村
- 用瀬駐在所（鳥取市用瀬町用瀬125番地2）
  - 鳥取市のうち用瀬町金屋、用瀬町樟原、用瀬町川中、用瀬町宮原、用瀬町安蔵、用瀬町古用瀬、用瀬町家奥、用瀬町屋住、用瀬町江波、用瀬町用瀬、用瀬町別府、用瀬町鷹狩、用瀬町美成、用瀬町赤波
- 佐治駐在所（鳥取市佐治町福園158番地2）
  - 鳥取市のうち佐治町小原、佐治町葛谷、佐治町刈地、佐治町津無、佐治町古市、佐治町大井、佐治町森坪、佐治町加瀬木、佐治町高山、佐治町津野、佐治町福園、佐治町加茂、佐治町畑、佐治町巻谷、佐治町河本、佐治町余戸、佐治町尾際、佐治町中、佐治町栃原

### 智頭町
- 郷原駐在所（八頭郡智頭町大字郷原137番地6）
  - 八頭郡智頭町のうち大字市瀬、大字智頭の一部（通称河原町一丁目～四丁目、本折、久志谷、及び緑ヶ丘の区域を除く）、大字南方、大字篠坂、大字毛谷、大字大内、大字郷原、大字西野、大字大呂、大字芦津、大字八河谷、大字尾見、大字西谷、大字中原、大字福原、大字駒帰
- 那岐駐在所（八頭郡智頭町大字早瀬358番地4）
  - 八頭郡智頭町のうち大字智頭の一部（通称河原町一丁目～四丁目、本折、久志谷及び緑ヶ丘の区域に限る）、大字大屋、大字早瀬、大字真鹿野、大字野原、大字大背、大字奥本、大字東宇塚、大字西宇塚、大字河津原、大字三田、大字山根、大字穂見、大字木原、大字埴師、大字横田、大字三吉、大字慶所、大字岩神、大字坂原、大字中田、大字惣地、大字新見、大字口波多、大字波多、大字口宇波、大字宇波